# Lioré et Olivier LeO H-257
Il Lioré et Olivier LeO H-257 era un idroaerosilurante biplano prodotto dall'azienda francese Lioré et Olivier negli anni trenta.
Sviluppo dell'originario prototipo di bombardiere terrestre LeO 25, fu, nella sua versione H-257 bis, uno dei soli due modelli a raggiungere una significativa produzione di serie. Venne utilizzato principalmente dall'Aéronautique navale, la componente aerea della Marine Nationale, nel periodo precedente a durante la prima fase della seconda guerra mondiale, poi dall'aviazione militare della Francia del Regime di Vichy.

## Storia

### Sviluppo
Alla fine degli anni venti la Lioré et Olivier decise di sviluppare un nuovo modello sulla base del fortunato bombardiere triposto LeO 20 del quale avrebbe raggiunto la produzione di oltre 300 esemplari. Il nuovo modello, che assunse la designazione LeO 25, era una specifica versione per il bombardamento notturno e pur conservandone l'aspetto generale presentava dimensioni leggermente maggiorate, una maggiore apertura alare, una diversa e più potente motorizzazione ed acquisendo un quarto membro dell'equipaggio.
Il prototipo venne portato in volo per la prima volta nel 1928 e quindi proposto all'Armée de l'air; non riuscì però ad aggiudicarsi una commessa per cui l'azienda francese iniziò una serie di sviluppi caratterizzati da un unico prototipo o pochi velivoli di preserie. Il LeO 25 venne equipaggiato con nuova motorizzazione generando il LeO 252 che volò nel 1929, anche questo incapace di suscitare interesse nel governo francese. Ne derivò il LeO 253 che riuscì ad ottenere una commessa di tre esemplari dal Brasile.
Data l'incapacità di trovare sbocchi nel mercato dei velivoli terrestri, la Lioré et Olivier cominciò a sviluppare una versione idrovolante, abbinando alla struttura originale del Leo 252 un paio di galleggianti in sostituzione del grande carrello carenato fisso. L'intenzione dell'azienda era quella di suscitare interesse nella Marine Nationale modificando il ruolo da bombardiere notturno a quello di aerosilurante/bombardiere. Nel 1932 vennero realizzati due prototipi che assunsero il suffisso H (per Hydravion) nella designazione, il LeO H-254 idroaerosilurante ed il LeO H-256 nel doppio ruolo anche di bombardiere; l'anno successivo vennero adottate nuove motorizzazioni, il LeO H-255, sviluppo del primo, con una coppia di Hispano-Suiza 12N, ed il LeO H-257, sviluppo del secondo, che passò al motore radiale raffreddato ad aria ed adottò una cabina di pilotaggio chiusa.
Quest'ultimo prototipo, portato in volo nel marzo 1933 suscitò l'interesse sperato nella marina militare francese la quale si dichiarò disposta ad emettere una commessa dopo un ulteriore sviluppo. Nel 1935 venne realizzato anche un nuovo prototipo, il LeO H-259, equipaggiandolo con una coppia di Hispano-Suiza 12Y, ma la versione definitiva fu quella del 1936, il LeO H-257 bis, che venne ulteriormente modificata adottando una postazione per un mitragliere all'apice della fusoliera, chiusa da una struttura vetrata. Esaminata dalla commissione della marina, venne giudicata idonea ottenendo un ordine di fornitura di 60 esemplari dal Ministero del trasporto aereo francese ed avviata alla produzione in serie. Data la lentezza nell'evasione dell'ordine della versione principale, utilizzando la stessa cellula, venne approntata anche la produzione del LeO H-258, che differiva dal primo solo per il ritorno all'Hispano-Suiza 12N raffreddato a liquido, per riuscire a soddisfare più velocemente la richiesta.

### Impiego operativo
Entrambe le versioni H-257 bis e H-258 cominciarono ad essere consegnate ai reparti dell'Aéronavale nel 1937, venendo assegnati alle Escadrille B-1, B-2 e B-3 da bombardamento, venendo impiegati come pattugliatori marittimi ai confini delle acque territoriali con la Spagna, allora impegnata nella guerra civile, e nelle missioni di ricognizione presso i porti spagnoli.
Con l'iniziale coinvolgimento della Francia nella seconda guerra mondiale, gli esemplari vennero impiegati inizialmente nel controllo del territorio costiero, intensificato nella zona settentrionale al seguito della Campagna di Francia che sancì l'attacco diretto delle truppe tedesche della Wehrmacht ai territori occidentale dell'Europa. I mesi che seguirono determinarono l'avanzamento tedesco e l'inizio della Battaglia d'Inghilterra, durante la quale gli esemplari continuarono le azioni di controllo del canale della Manica esponendosi al concreto rischio di venire abbattuti dai tecnicamente superiori caccia in dotazione alla Luftwaffe. Vennero inoltre impiegati come bombardieri contro obiettivi terrestri, inizialmente su Boulogne-sur-Mer e Calais, poi spostati su Cherbourg per l'avanzare delle truppe verso ovest.
Gli esemplari assegnati ai reparti nella Francia meridionale continuarono a pattugliare le acque del mar Mediterraneo alla ricerca degli U-Boot della Kriegsmarine.
Con l'instaurazione del Regime di Vichy a seguito dell'armistizio firmato con i tedeschi, gli esemplari sopravvissuti vennero presi in carico dalla neofondata Armée de l'air de l'armistice, quindi utilizzati in compiti secondari, come aereo da collegamento e aereo da traino, e nell'appoggio alle forze militari delle Potenze dell'Asse. Alcuni di questi vennero trasferiti al porto di Biserta nell'idroscalo di Karouba, in Tunisia. A seguito delle vicende belliche nell'ambito dell'Operazione Torch il deposito dove erano stivati i velivoli venne distrutto, ma almeno un esemplare risulta essere stato ricondizionato, dotato di carrello d'atterraggio ed utilizzato come aereo da trasporto, secondo le fonti fino al settembre 1944 o all'inverno 1945.

## Versioni
LeO H-257
prototipo, equipaggiato con una coppia di motori radiali Gnome-Rhône 14Kbrs da 700 CV ciascuno, realizzato in un solo esemplare.
LeO H-257 bis
versione di produzione in serie, equipaggiato con una coppia di motori radiali Gnome-Rhône 14Kirs 870 CV (640 kW) ciascuno, realizzato in 59 esemplari.

## Utilizzatori
Francia
- Aéronautique navale

 Francia di Vichy
- Armée de l'air de l'armistice